# Desaparición de Raisa Räisänen
Raisa Räisänen (Tampere, 10 de marzo de 1983) era una adolescente finlandesa de 16 años que desapareció en su ciudad natal en la noche del sábado 16 de octubre de 1999. Fue declarada muerta oficialmente el 15 de octubre de 2007, y su fecha de deceso quedó marcada como el 16 de octubre de 2004, cuando habían transcurrido cinco años desde su desaparición.
La policía pudo determinar los movimientos de Räisänen la noche de su desaparición hasta las 22:50 horas. Después de eso, la información se basa en observaciones de testigos presenciales. Räisänen había pasado la velada con su amiga de la misma edad en el restaurante Casablanca, ubicado en el número 18 de la calle Hämeenkatu entre las 21:30 y las 22 horas. Esta amistad recordó ver a Räisänen caminando por Hämeenkatu de regreso a Casablanca, siendo su último avistamiento definitivo.
La policía primero investigó el caso como una desaparición, siendo cinco días después tratado como homicidio. En septiembre de 2019, la investigación se cambió a asesinato.

## Antecedentes
En el momento de su desaparición, Raisa Räisänen era estudiante de primer curso en un instituto deportivo. Jugaba al baloncesto y era entrenadora del Tampere NMKY (Namika). En el momento de su desaparición, los padres de Räisänen estaban divorciados y ella tenía una hermana menor y un hermanastro mayor. Tras el divorcio, las hermanas vivían con su madre, pero visitaban con frecuencia a su padre, que vivía a sólo cuatro kilómetros.
Un año antes de su desaparición, en septiembre de 1998, Räisänen y su hermana celebraron una fiesta en casa de su padre. Habían sido invitadas 20 personas, pero se corrió la voz de la fiesta y finalmente llegó la policía para dispersar a la multitud de jóvenes que se agolpaba en el patio de la casa familiar. El incidente acabó siendo una pequeña noticia en el diario Ilta-Sanomat.

## Desaparición

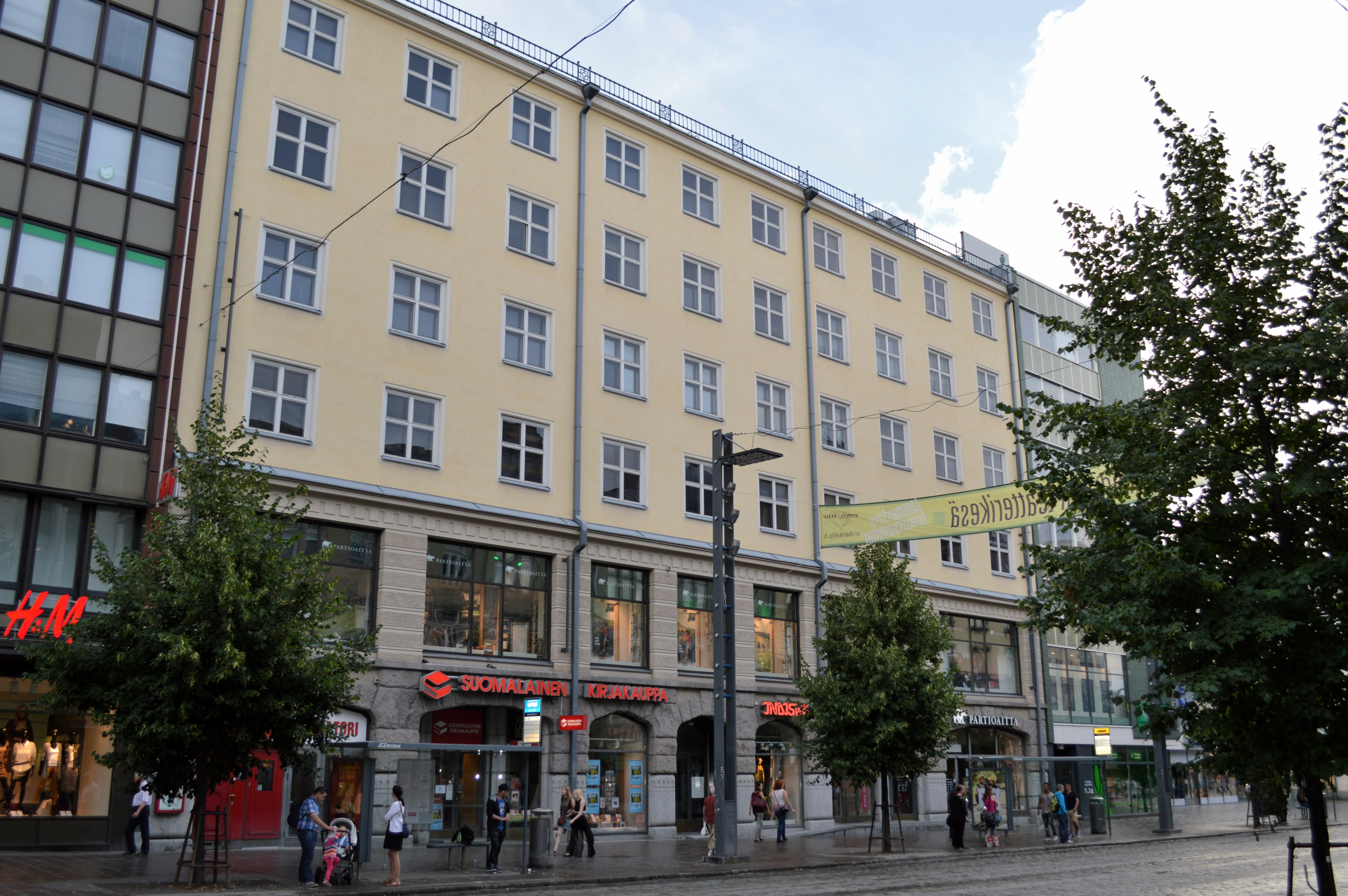
Imagen del edificio correspondiente a Hämeenkatu, 18. Fue el último lugar en el que se confirmó la presencia de Raisa.

El día de su desaparición, Räisänen estaba jugando un partido de baloncesto en el estadio de Namika. Anotó más de 20 puntos en el partido y su equipo ganó.
Raisa Räisänen estaba pasando la noche con una amiga de la misma edad en su casa de Ruotula, en Laalahdenkatu. Después de las 21 horas, cogieron un autobús hacia el centro de Tampere y el restaurante Casablanca, en Hämeenkatu 18. Llegaron allí sobre las 21:30 horas. Räisänen tenía 16 años, pero fue admitida en el restaurante con documentos de identidad falsos prestados por un conocido adulto. En el Casablanca, Räisänen había bailado con un cadete que estaba fuera de servicio. Posteriormente, este sería interrogado por la policía como testigo. Räisänen, según declararían algunos presentes, había consumido alcohol y daba síntomas de embriaguez leve.
Las chicas salieron del Casablanca sobre las 22:50 horas. Räisänen hizo su última llamada a las 22:18 a su novio, que estaba en una fiesta en Pirkkala. En la llamada, Räisänen pensó que podría ir ella misma a Pirkkala si conseguía que la llevaran. Anteriormente se había informado de que el teléfono también se había quedado sin batería momentos después de la llamada, pero en 2016 se informó de que el móvil seguía funcionando después de medianoche cuando la amiga intentó llamarla dos veces. Durante la noche, Räisänen también intentó llamar a otro hombre, que estaba en Kangasala reparando su coche. El hombre no contestó a la llamada, pero volvió a llamar más tarde, cuando Räisänen no volvió a contestar. Según Paavo Tuominen, el agente encargado de la investigación, el teléfono se quedó finalmente sin batería por la mañana.
Poco antes de las once de la noche, la amiga de Räisänen subió a un coche conducido por su novio frente a Sokos, en Hämeenkatu, con destino a Huittinen Seurahuone. Además de la amiga, en el coche viajaban el conductor y otros tres jóvenes. Räisänen no fue recogida por decisión del conductor, ya que no había más espacio en el coche. Räisänen habló un rato con su amiga en la calle. Le acabó dando 20 marcos y se aseguró de que llevaba un teléfono móvil con batería en el bolsillo de la americana. Ambas acordaron llamarse más tarde. Esta amiga vería a Räisänen caminando por Hämeenkatu de vuelta al restaurante donde cenaron. Según la policía, después de las 22:50 horas, la información sobre los movimientos de Räisänen es incierta.
La amiga de Räisänen no permaneció mucho tiempo en Huittinen, sino que regresó con su grupo a Tampere de madrugada. Llamó a Räisänen desde su viaje pasada la medianoche y dejó sonar el teléfono durante mucho tiempo, pero no hubo respuesta. Volvió a llamar unos cinco minutos después y dejó sonar el teléfono un rato. Después de colgar, pensó que Räisänen le devolvería la llamada. Supuso que Räisänen había cogido el autobús nocturno para volver a casa. El novio también intentó llamarla a medianoche. Por la mañana, la madre de Räisänen intentó llamar a su hija, pero el teléfono dejó de sonar y saltó directamente el buzón de voz. Räisänen también se había ofrecido voluntaria para oficiar un partido de baloncesto masculino el domingo, pero no se presentó.
En el momento de su desaparición, Räisänen vestía una falda corta negra, una camiseta de tirantes roja, una blusa negra de manga corta de terciopelo, una americana negra y zapatos de tacón tipo sandalia con un tacón de 10 cm. Su teléfono móvil era un Nokia 2110i. El teléfono desapareció con Räisänen, junto con un documento de identidad falso, y la policía ha emitido una orden de búsqueda. La temperatura ambiente era de +4 grados centígrados, pero el tiempo estaba despejado y en calma. A pesar del frío, la noche fue muy ajetreada, ya que al mismo tiempo se celebraba en Tampere una cumbre de la Unión Europea. La seguridad se había reforzado y agentes de policía de toda Finlandia estaban presentes en la ciudad.
Aunque Räisänen se movía por el centro de la ciudad, no fue grabada por ninguna cámara de vídeovigilancia. La policía había pensado que Räisänen había aparecido en una de las fotos antes de su desaparición, pero la chica era más clara y tenía el pelo más largo que Räisänen. La ciudad de Tampere se salvaba entonces de las cámaras de vídeovigilancia, y las cintas revisadas procedían principalmente de las cámaras de los propios bancos de la zona. Tras la desaparición, se incrementó la vigilancia.

## Líneas de investigación y teorías
A lo largo de los años, la policía ha tenido numerosas líneas de investigación sobre la desaparición, muchas de las cuales no podían descartarse con certeza. En otoño de 2005, la investigación se transfirió a la Policía Criminal Central.

### El coche antiguo
En 2006-2008, la línea de investigación más fuerte de la policía estaba relacionada con la llamada teoría del coche antiguo.. Según esta teoría, Räisänen habría sido introducido a la fuerza en un viejo Cadillac o un Chaika en Hämeenkatu sobre las 23:05 horas. El coche había llegado desde la dirección de Keskustori y se detuvo en Hämeenkatu 18 o 20. El hombre que la obligaría a entrar en el vehículo tenía unos 30 años y aspecto nórdico. La joven subió al asiento trasero y el coche continuó su viaje hacia Hämeenpuisto. En 2019, ni el coche ni su conductor habían sido localizados. En 2019, esta línea de investigación seguía abierta, aunque ya no era la principal.
En 2006, el batería Sipe Santapukki, del grupo Apulanta, se puso en contacto con la policía porque era propietario de un Cadillac de 1963-64. Sin embargo, el coche era de otra década y Santapukki no tenía nada que ver con el caso, por lo que pronto fue excluido de la investigación. La Policía Criminal Central ha investigado coches similares en toda Finlandia, pero no se han encontrado vínculos con la desaparición. En 2006, solo se encontraron unos 15 Cadillacs en Finlandia.
En 2019, la policía publicó imágenes de circuito cerrado de televisión de otros dos coches de fabricación estadounidense del lugar de la desaparición. Se cree que uno de los coches es un Buick Electra y el otro un Dodge Aspen. Se ha intentado localizar a los propietarios de los coches. El objetivo es descartar la posibilidad de que Räisänen se subiera a cualquiera de los dos coches.

### El taxi a Multisilta

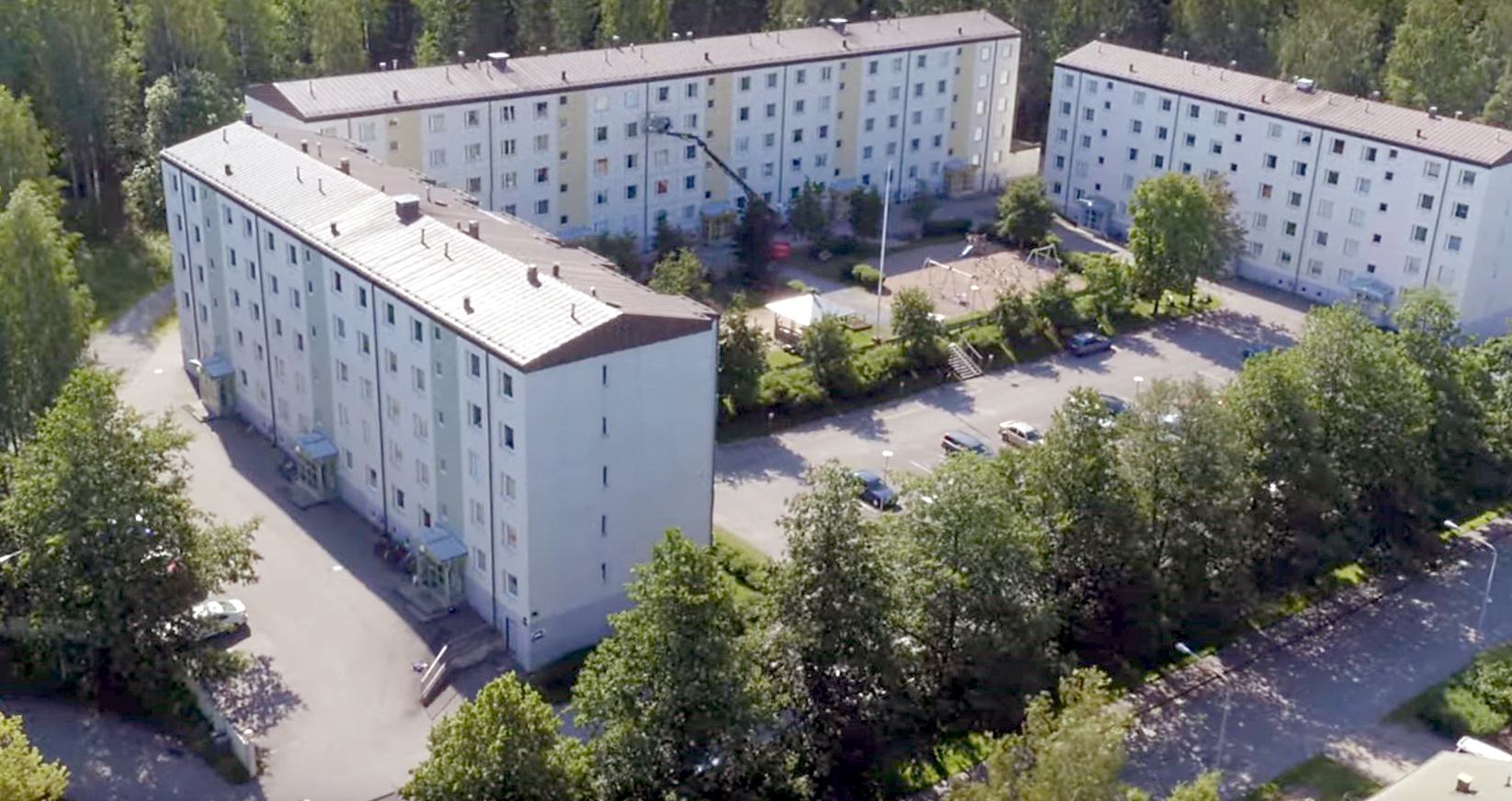
Zona de pisos en Multisilta, suburbio en el sur de Tampere.

En el verano de 2015, un taxista jubilado de Tampere se puso en contacto con la policía, para informar de que había recogido a una joven resfriada que coincidía con la descripción de Räisänen en Hämeenkatu entre la medianoche y la una de la madrugada. La acompañaba un hombre de origen extranjero, probablemente turco, más bajo que la mujer y de edad difícil de calcular. Ella había subido al asiento delantero mientras él hablaba con un conocido que estaba detrás del coche. La mujer, asustada, había dicho: "Me pregunto qué me pasará". El conductor tranquilizó a la chica y se ofreció a llevarla a casa, pero ella se negó. 
Cuando volvió al coche, no se volvió a hablar del asunto. A petición del hombre, el conductor llevó a los dos a un bloque de apartamentos en Multiojankatu 28, a unos diez kilómetros de distancia, en Multisilta. El descubrimiento dio lugar a toda una nueva línea de investigación. La policía consideró que el relato y las observaciones del taxista eran creíbles y pertinentes. El relato del taxista fue la línea de investigación más sólida para la policía en octubre de 2019.
Los hallazgos del taxista fueron denunciados en mayo de 2016 en el programa Vinkkimiehet de MTV3. En poco tiempo, la policía recibió entre 15 y 20 nuevas pistas.
En junio de 2016, la policía anunció su intención de buscar a Raisa Räisää en un radio de un kilómetro desde el último avistamiento en Multisilla. La policía sospechaba que Räisänen había sido asesinada y su cuerpo escondido. Según el inspector Paavo Tuominen, la KRP había recibido pistas generales y fotografías de excavaciones a menos de un kilómetro del lugar del avistamiento a través de la serie Vinkkimiehet. La policía tenía la intención de investigar estas excavaciones con la ayuda de un perro rastreador de cadáveres. La policía también informó de que había investigado los movimientos de personas de origen extranjero que vivían en Multiojankatu. 
En Hämeenkatu 16 había una pizzería cuyo propietario y empleados estaban siendo localizados. Según las pistas, los trabajadores turcos en cuestión vivían en Multisilla en 1999. La policía habló con residentes de la zona de origen extranjero, pero las entrevistas no condujeron a ningún avance. La policía anunció que a continuación seguiría la misma línea de investigación revisando las casas de los posibles inquilinos negros que pudieran haber vivido allí. También es posible que el sospechoso haya abandonado el país. Se registraron las excavaciones con perros rastreadores de cadáveres, pero no se encontró nada.
En enero de 2018, la policía dijo que sospechaba de un hombre turco como posible asesino de Räisänen en 2009. En aquel momento, había dos pistas. Un testigo dijo que iba conduciendo y vio a una chica y a un hombre turco que conocía trabajando en una pizzería en la esquina de City Sokos en Tampere. Otro testigo dijo que había visto a una chica que se parecía a Räisänen paseando con un hombre turco en Hämeenkatu 16. La policía interrogó al hombre y lo encontró, pero negó haber estado en contacto con Räisänen. Sin embargo, en 2018, el hombre no había sido completamente descartado como posible sospechoso.
La policía realizó registros en la zona de la cuenca de Multisilla en abril-mayo de 2018, en un radio de unos dos o tres kilómetros desde la presunta desaparición de Räisänen en Multiojankatu. Las búsquedas se basaron en una observación previa de un taxista, así como en una observación hecha a la policía en 2016, según la cual un turismo se había estado moviendo en lugares inusuales cerca del agua en Multisilla en el momento de la desaparición de Räisänen. Sin embargo, la búsqueda fue infructuosa.

### Una mujer mayor y algunos gritos
Según reportaron testigos de aquel momento, vieron a un par de mujeres: una chica joven y una mujer morena mayor, más baja de altura, caminando hacia Koskipuisto y desde allí en adelante. Un testigo ocular que se encontraba en las escaleras del Hotel Tammer las vio venir desde Koskipuisto sobre las 0:40 horas. Otra pareja declaró haber visto a una chica y a una mujer que pasaban por delante de Tuomiokirko en Lapintie en dirección a Armonkallio. Según las observaciones, Räisänen habría caminado hasta Satakunnankatu, de ahí a Tuomiokirkonkatu y más allá a Lapintie. A lo largo de esta ruta se llega al barrio de Petsamo, donde Räisänen solía alojarse con su padre los fines de semana. Nadie se ha identificado como madre e hija, por ejemplo, aunque el asunto ha sido de dominio público. El investigador Tuominen considera que el silencio que rodea el caso es un posible indicio de homicidio. Quienes observaron a la pareja de mujeres lo describieron como "un dúo muy poco emparentado". Después de que los testigos perdieron el contacto visual, escucharon dos fuertes gritos. 
Un testigo presencial informó de su avistamiento en torno a 2017, cuando vio a una mujer que conocía bien caminando desde Koskipuisto hacia el Hotel Tammer y Armonkallio con una mujer joven, alta y ligera de ropa. La mujer mayor sujetaba fuertemente a la joven y le hablaba en tono airado. El testigo también dio el nombre de la mujer. Posteriormente se informó de que la mujer había cometido un homicidio.
En noviembre de 2022 se supo que la policía sospechaba del asesinato de Räisänen a manos de la asesina Virpi Butt. Varias personas habían visto a un dúo que coincidía con la descripción de Butt y Räisänen caminando juntos por Tampere. Uno de los testigos dijo a la policía que había pasado por delante del Hotel Tammer en Rongankatu en otoño de 1999 y había reconocido a Butt cruzando la calle con una mujer más alta, que parecía tener unos 20 años. La altura es una observación relevante, ya que Räisänen medía 1,70 metros y llevaba tacones altos la noche de la desaparición. Butt, que entonces tenía 27 años, era conocido del testigo por sus aficiones al gimnasio, la serie de televisión American Gladiators y la escena de los restaurantes de Tampere. 
Butt no se fijó en él porque estaba concentrado en su acompañante. La joven parecía no querer estar con Butt e intentó alejarse. El dúo parecía enfrentado, y Butt había mirado a la mujer, que era considerablemente más alta que él, y parecía pedirle dinero. Avanzaban serpenteando, posiblemente por el estado de embriaguez de la mujer más joven o porque Butt se movía muy cerca de ella. La mujer joven y alta iba vestida con una chaqueta oscura, aparentemente demasiado corta, y llevaba el pelo recogido. Un testigo presencial informó de sus observaciones a la policía a finales de 2016.
Las dos mujeres también fueron observadas por una mujer que esperaba con su marido un taxi fuera del Hotel Tammer la noche en que desapareció Räisänen. A medianoche, dos mujeres se acercaron en dirección a Koskipuisto, una de ellas era joven y de estatura considerable y parecía estar ligeramente ebria, pero caminaba a paso ligero. La otra mujer tenía unos 35 años, medía 1,70 m., era rubia, habladora y de complexión delgada. Continuaron su camino por Satakunnankatu hacia Tuomiokirko. Un testigo ocular denunció su avistamiento a la policía unas semanas más tarde. 
Las mujeres también fueron vistas por una persona que volvía a casa después de trabajar hasta tarde en la zona de Koskipuisto. Le llamó la atención el paso lento de la pareja de mujeres. La más joven de las mujeres parecía tener unos 18 años y estaba muy ebria. Recordó que llevaba una falda corta, una americana negra y tacones negros. Su diferencia de edad también era llamativa, ya que la mujer mayor tenía unos 40 años, medía 1,70 m., era baja y tenía el pelo rubio. El viajero pasó junto a las mujeres, que permanecieron rondando por Lapintie. Informó de su avistamiento a finales de 2016.
En 2006, un hombre que trabajaba limpiando las calles de Tampere en el momento de la desaparición de Räisänen se puso en contacto con la policía. Dijo que había conocido a Virpi Butti y a su novio Janne Hyvösi en tabernas de Tampere, que más tarde cometieron juntos dos asesinatos por fusilamiento. A ella y a Hyvöse los conoció en Kuninkaankatu entre 1999 y 2000. No estaba seguro de la época exacta, pero la estación había sido fresca y no había nieve en el suelo. 
Según el hombre, Butt le había enseñado la cabeza que había sacado de su mochila. Pensó que era la cabeza de un maniquí, pero tras los posteriores asesinatos por desmembramiento empezó a recapacitar y dijo a la policía que muy probablemente era la cabeza de una chica. También dijo que había estado en un concierto en la playa de Laukontor donde Butt le había ofrecido carne de una nevera y le había dicho que era carne humana. Cuando se puso en contacto con la policía y les contó su experiencia, Butt y Hyvönen llevaban varios años cumpliendo cadena perpetua.
La policía investigó minuciosamente los movimientos de Virpi Butt basándose en pistas e intervino su teléfono durante un mes a finales de 2019-2020. Sin embargo, no se obtuvieron más pruebas de la implicación de Butt en la desaparición y no fue entrevistada al respecto. Butt, que pasó sus últimos días en el extranjero, murió a finales de 2021. En noviembre de 2022, Butt era el único sospechoso conocido y no se había descartado ni confirmado su implicación en el posible homicidio.
Tres personas han dicho a la policía que oyeron gritos en Armonkallio. En una casa de madera en Leppäkatu, en Armonkallio, dos mujeres oyeron dos fuertes gritos femeninos hacia medianoche o a las 2 o 3 de la madrugada, según la fuente. A continuación se oyó el ruido del motor de un coche. Sin embargo, no vieron nada. La policía se ha tomado en serio esta posibilidad y también ha llevado a cabo una operación de tele-interceptación en el distrito.
Los gritos también fueron oídos por una mujer que vive en Armonkallion Haarakatu. Según ella, el primer grito fue "espeluznante" y el segundo fue sordo. Sin embargo, nadie se atrevió a salir para ver de dónde procedía el sonido. Según una observación, el grito procedía de Lapintie, según otra, del garaje de Haarakatu 10.

### Escuchas y vigilancia de las telecomunicaciones
En enero de 2017, se informó de que la policía había interceptado las llamadas telefónicas de un médico que trabajaba en el Hospital Universitario de Tampere en 2006. El médico, de unos 30 años, había empezado a salir con una mujer de Tampere en octubre de 2000, y en abril de 2001 la mujer empezó a preocuparse por los discursos del médico, en los que se jactaba de que sabía lo que le había pasado a Raisa Räisänen y que nunca la encontrarían. Según el hombre, habían participado personas que nunca se creería que hubieran estado implicadas.
La mujer creía que el hombre había matado a Räisänen y denunció sus sospechas a la policía. El hombre también era, según la mujer, propenso a la violencia y "maníacamente sexual". La historia de la mujer estaba respaldada por el hecho de que el hombre vivía en Armonkallio, por donde podría haber pasado Räisänen. Además, según los registros de las tarjetas de crédito, el médico visitó un bar de Armonkallio el día de su desaparición. La teoría de la policía era que Räisänen se había encontrado con el médico y había ido a su apartamento.
La policía solicitó al Tribunal de Distrito de Tampere una orden de vigilancia de las telecomunicaciones y, posteriormente, una orden de interceptación de las líneas telefónicas del hombre. Las escuchas se llevaron a cabo durante aproximadamente un mes, hasta que caducaron las licencias. Los datos de telecomunicaciones se vigilaron de enero a noviembre de 2006. Nunca se llevaron a cabo interrogatorios. Sin embargo, en su recopilación de información encubierta, la policía llegó a la conclusión de que los movimientos del médico no encajaban bien con la desaparición de Räisänen y que ya no era sospechoso. Los registros bancarios indican que el médico estaba en Helsinki la noche en que desapareció Räisänen. Posteriormente, el médico cambió de trabajo, se trasladó fuera de Tampere y más tarde falleció. La policía había descubierto una escucha telefónica sobre él en noviembre de 2011.

### Otros sospechosos
Además del médico, el Departamento Central de Policía Criminal ha vigilado al menos a otras seis personas en relación con la desaparición de Räisänen entre 2008 y 2013 mediante interceptación de telecomunicaciones y vigilancia de las mismas. Se trata de hombres de etnia finlandesa nacidos en las décadas de 1960 y 1980. Según las demandas coercitivas presentadas al tribunal por Paavo Tuominen, director de la investigación, había motivos para sospechar que habían matado a Räisänen en el momento en que se presentaron las demandas. Tuominen argumentó en sus demandas que era poco probable que pudieran obtenerse pruebas de un delito cometido años atrás, salvo mediante la interceptación de las telecomunicaciones. No se presentaron cargos contra los hombres y ya no son sospechosos.
Entre 2015 y 2021, la policía telefoneó a varios sospechosos de origen extranjero. La mayoría estaban relacionados con una línea de investigación en la que un taxista había recogido a una chica parecida a Räisää y a un hombre de origen extranjero en una parada de taxis cercana al edificio de la biblioteca de Metso. Los sospechosos, que estaban bajo vigilancia, eran hombres extranjeros que habían vivido en Multisilla en la década de 1990. Uno de los sospechosos era un "hombre Honda" nacido en 1964, cuyo coche coincidía con la descripción del taxista del coche abandonado. El hombre trabajaba en una pizzería de Hämeenkatu, cerca de la parada de taxis, cuando Räisänen desapareció. Había sido detenido varias veces en la década de 1990 por agredir a su mujer.
Los hermanos kosovares adolescentes que vivían en Multiojankatu, el menor de los cuales solo tenía 13 años cuando Räisänen desapareció, también han sido sospechosos del asesinato de Räisänen. A finales del verano de 2015, se interceptaron las llamadas telefónicas de los hermanos adultos. Las sospechas de la policía se despertaron cuando, en una llamada telefónica, un colega del hermano menor le había llamado "hombre Raisa".
Otros sospechosos del asesinato de Räisänen son un trabajador de un restaurante de kebabs de 16 años de origen extranjero y otro trabajador de una pizzería, un kurdo conocido por ser violento. Este último fue avisado por una conocida del hombre. Según ella, hacia 2006, el hombre había hablado varias veces de una chica que "no creía" y "lo quería ella misma", cuando el hombre se enfadó. El hombre fue interrogado y afirmó que ya vivía en otra ciudad cuando Räisänen desapareció. Sin embargo, según la pareja del hombre, la pareja podría haber estado todavía en Tampere el 16 de octubre. Se mostró la foto del hombre al taxista, que pensó que era posible que esa persona hubiera estado con él la noche de su desaparición. La policía sospechó del hombre y siguió su conexión a finales de 2019. El hombre tenía 33 años en el momento de la desaparición de Räisänen.

### Tiroteo en Pälkäne
En marzo de 2017, se informó de un chivatazo investigado por el Departamento de Investigación Criminal (KRP), según el cual un hombre de Tampere había confesado en 2013 que había matado a Räisänen a tiros y enterrado su cadáver en su propio terreno en Pälkäne. El caso fue denunciado en el programa Rikospaikka de MTV3. Según el chivatazo, el hombre de Tampere se lo habría confesado al dueño de un pub del centro de Tampere justo antes de su muerte. El dueño del pub se lo contó a un tercero en otoño de 2013. El dueño del pub murió en 2014. El tercero informó a la policía.
El hombre que escuchó la confesión del dueño del pub denunció el asunto a la policía en 2015 y fue interrogado en una investigación preliminar. La policía dijo que se tomó en serio el chivatazo, pero seguía considerando incierta la veracidad de la historia, ya que la policía tuvo conocimiento de ella con dos años de retraso. Tanto el hombre que hizo la confesión como el dueño del pub que la escuchó están muertos. La policía habló con los familiares del hombre, que afirmaron que la confesión era falsa.
Durante la primavera de 2017, la policía planeó utilizar perros rastreadores de cadáveres para buscar posibles lugares de enterramiento en la zona de Pälkäne, donde el hombre que confesó el asesinato de Räisänen poseía tierras y propiedades. La policía registró finalmente la zona en otoño. Sin embargo, no se encontró nada, y se cerró la línea de investigación sobre el tiroteo de Pälkäne. Paavo Tuominen, Director de Investigaciones e Inspector Criminal del Departamento Central de Investigación de la Policía Criminal, dijo incluso antes del registro que se consideraba improbable una confesión, pero que aun así se comprobarían las pistas.

### Coche del lago Hervantajärvi

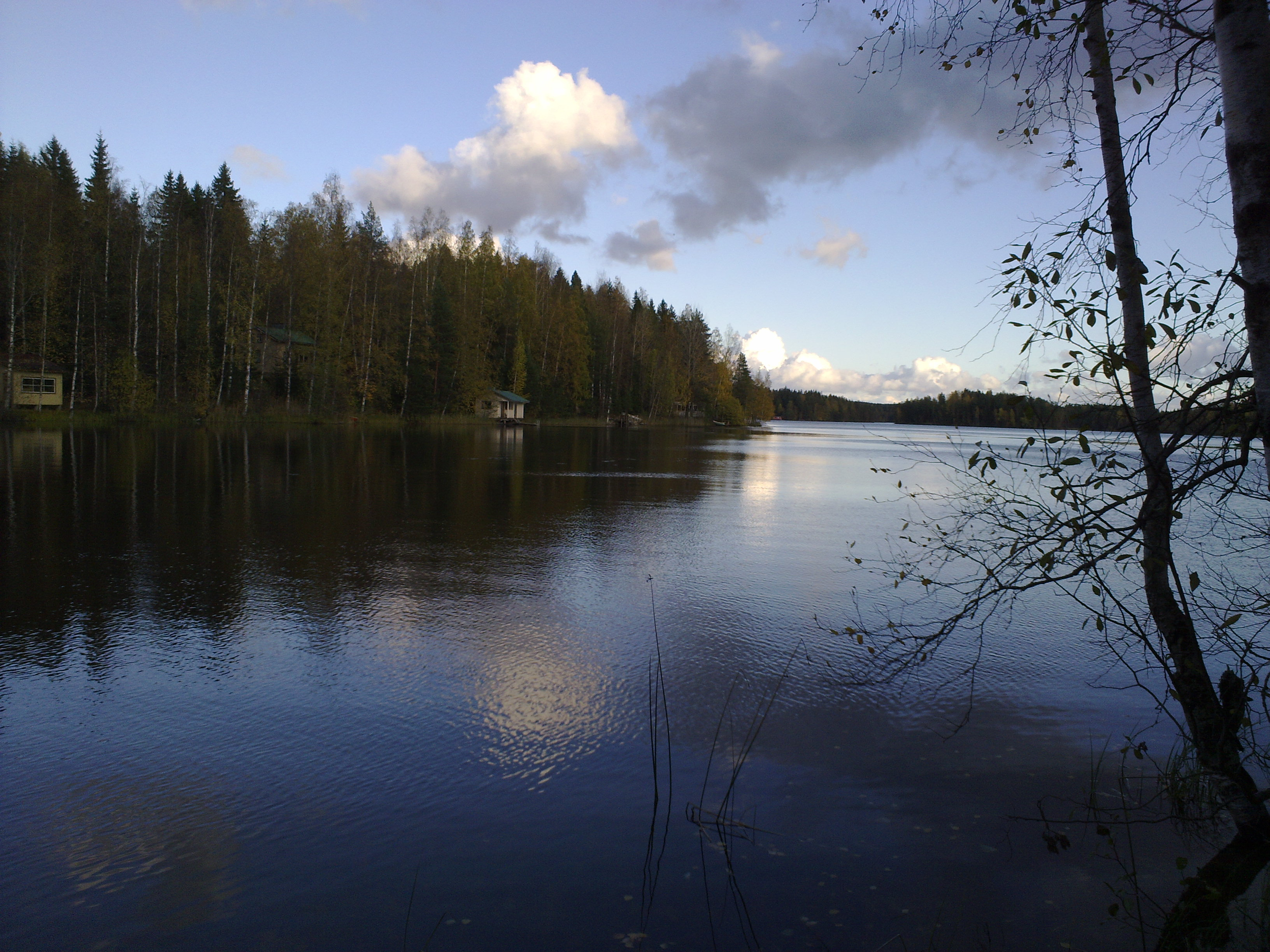
Panorámica del lago Hervantajärvi.

En el verano de 2020, se organizó una búsqueda voluntaria en el lago Hervantajärvi, en Tampere, a unos diez kilómetros de donde desapareció Räisänen.
La búsqueda fue impulsada por un chivatazo en noviembre de 2019 de que un paseador de perros local había oído un fuerte ruido de motor la mañana siguiente a la desaparición de Räisänen. El hombre había estado paseando a sus perros en Salmenkalliontie, en Hervanta, cuando se le acercó un coche de estilo americano que conducía de forma extraña. Primero el coche se había detenido por completo cuando el hombre lo había visto, luego había acelerado rápidamente y le había adelantado. El conductor era rubio y de "aspecto arriesgado". En la playa, los perros del testigo empezaron a ladrar, pero él no vio ninguna razón para ello y siguió su camino. En aquel momento, el observador de perros aún desconocía la desaparición de Räisänen.
Los buscadores del lago esperaban encontrar un reloj o una joya, por ejemplo, en las huellas de Räisänen. Sin embargo, la búsqueda se dirigió a una zona distinta de donde se había producido el avistamiento. La Guardia Costera del Golfo de Finlandia buscó en el lago en el verano de 2021 sin éxito. Además, la Policía Criminal Central analizó fotografías tomadas del lago, pero no se encontró nada. La policía cerró la línea de investigación ese verano.

### Otras observaciones y pistas
En un principio, se sospechó que Raisa Räisänen se había ahogado en los rápidos o lagos de Tampere. Se han realizado búsquedas de Räisänen en Tammerkoski, el lago Näsi y el lago Pyhäjärv, así como en ríos y acequias de la zona, utilizando perros rastreadores de cadáveres y hembras.
A principios de la década de 2000, a un hombre que pescaba en Koljonselkä, en el lago Näsi, se le engancharon pelos largos y rubios en el señuelo. Según la mujer del peluquero que le acompañaba, era pelo de mujer. El hombre se asustó y volvió a tirar el pelo al agua. No se acordó de la desaparición de Raisa Räisänen hasta más tarde y se puso en contacto con la policía criminal central en 2009. Se comprobó el vertedero con la ayuda de un buzo y un perro rastreador de cadáveres, pero, según la policía de Pirkanmaa, solo se encontraron troncos en la zona.
Un estudiante que vendía rosas vio a una chica que se parecía a Räisänen en Hämeenkatu, frente a KappAhl, entre las 11 de la noche y medianoche de la jornada en que desapareció. Según un testigo presencial, la chica había estado hablando con 2-4 jóvenes. La policía no ha podido localizar a las personas en cuestión. Más tarde, el vendedor de rosas vio a la misma chica caminando hacia el norte por Kuninkaankatu.
En 2005, el periódico de la ciudad de Tampere informó de que se habían recibido nuevas pistas de la noche en que desapareció Räisänen. Entre ellas, avistamientos de coches y hombres extranjeros. Hubo tres avistamientos de coches. En el primero de ellos, un Mercedes-Benz dorado se detuvo en el cruce de Hämeenkatu y Kuninkaankatu delante de una chica rubia. El coche estaba ocupado por hombres de aspecto extranjero.
La segunda fue en la Antigua Oficina de Correos, donde un hombre de unos 30 años con mestizaje había conducido a una mujer rubia más alta hasta un coche con dos hombres de aspecto extranjero parados junto a él. Los cuatro habían subido al coche, posiblemente un Citroën Visa. El tercer avistamiento se produjo en un Ford Escort rojo. El hombre pequeño y extranjero que lo conducía había estado hablando con la chica que se había quemado delante de Sokos entre las 22:45 y la 1:00 de la noche de la desaparición.
En 2008, un testigo declaró haber bailado con una chica que se parecía a Räisänen durante dos canciones en el Seurahuone de Tampere. La chica dijo que había acudido al restaurante porque sus amigos iban a ir allí. Vestida con chaqueta y tacones altos, la chica era muy joven para la clientela. Tenía frío y las manos "congeladas". Más tarde, el hombre no pudo encontrarla en el restaurante. La policía cree que se trataba de Raisa Räisänen.
En enero de 2009 aparecieron nuevos testigos. A las 23:53 horas, una pareja de Tampere regresaba del restaurante Kaks de Kauppakatu, cuando les llamó la atención una joven ligera de ropa que caminaba hacia el norte por Kuninkaankatu, entre Kauppakatu y Hämeenkatu. La policía encontró a la pareja en la cinta de vigilancia y pudo así establecer la hora exacta del avistamiento. El testimonio coincide con el avistamiento en el Seurahuone de Tampere, aunque hay discrepancias en la descripción del vestido.
En mayo de 2009, la policía comenzó a investigar la nueva pista. En ella, un testigo había visto a una mujer que coincidía con la descripción después de las 22 horas en el restaurante Teerenpel de Tampere. La mujer había estado bailando en la planta baja del restaurante. La acompañaban en la pista de baile un hombre grande, alto y moreno, de origen africano, y posiblemente un hombre más bajo, posiblemente marroquí, de unos 170-180 cm de altura.
Tras el baile, la mujer regresó a su mesa y empezó a acusar a las dos mujeres romaníes de haberle robado la cartera o el teléfono móvil. Entonces llegó un hombre de etnia romaní de entre 40 y 50 años y el camarero del restaurante acudió a investigar. La misma mujer fue vista de nuevo a las 23 horas por un testigo que cruzaba Hämeenkatu, desde donde había continuado por Kauppakatua hacia Keskustori. La mujer llevaba poca ropa y caminaba inestable.
El cantante y compositor Rami Renko, residente en Tampere, ha declarado que salió de su casa en Hallituskatu para dar un paseo pasadas las once de la noche y se quedó charlando con una chica ligera de ropa que encontró en la esquina de Sokos. Renko ha recordado que la chica llevaba una falda de cuadros escoceses y unas botas marrones con la puntera vuelta hacia abajo. La ropa descrita difiere de las fotografías difundidas por la policía, pero el lugar y la hora del día coinciden con los últimos avistamientos.
La chica había dicho que había intentado entrar en el Seurahuone de Tampere, donde se le había denegado la entrada por ser menor de edad. La conversación había terminado cuando un coche yanqui azul y blanco se había acercado a la esquina de Sokos. Los tres hombres que iban en él invitaron a la chica a charlar con ellos. La chica habló con los hombres de dentro, pero no subió al coche, sino que lo abandonó al cabo de un rato y caminó por Hämeenkatu en dirección a la estación de tren. Renko ha dicho que está convencido, por las señas de identidad, de que se trataba de Raisa Räisänen, y sospecha que él fue la última persona que la vio con vida. Renko ha declarado que informó a la policía de sus pistas y que fue interrogado por la policía en dos ocasiones.
Una mujer que vive en Lapinniemi Lapinkaare ha declarado que vio a una mujer con ropa oscura caminando hacia la playa antes de las 5 de la mañana. El avistamiento llevó a la policía a registrar las playas con un sonar.
En 2019, la policía había recibido alrededor de 3 000 avisos e indicios relacionados con la sarna. En ese momento, seguían llegando aproximadamente una vez a la semana.

## Teorías
En noviembre de 2017, la policía investigó el caso como homicidio involuntario. Sin embargo, las circunstancias no descartan la posibilidad de un accidente. Se dice que el misterio del incidente queda ilustrado por el hecho de que la policía ni siquiera está segura de si se cometió un delito. La investigación por homicidio se cambió a asesinato en septiembre de 2019, justo antes de que hubiera prescrito el homicidio involuntario, y el plazo de prescripción del asesinato nunca expira.
Según Paavo Tuominen, la investigación por homicidio está relacionada principalmente con las circunstancias excepcionales de la desaparición. No hay nada en los antecedentes de Raisa Räisänen que explique su desaparición. Las circunstancias son excepcionales cuando una persona joven como Räisänen desaparece sin dejar rastro.
En otoño de 2016, el abuelo de Raisa Räisänen, el abogado adjunto Pentti Räisänen, esperaba que la policía dejara de investigar la desaparición de su nieta. Según él, la publicidad pesaba y no tenía sentido insistir en un caso triste a lo largo de los años.
La hermana menor de Räisänen, que tenía 14 años en el momento de los hechos, declaró en el libro de 2020 Ei jälkeäkään (traducido como "Sin rastro"), que creía que Raisa había sido víctima de una agresión sexual.